# Verdens Ende (gade i Sønderborg)
 For alternative betydninger, se Verdens ende.
Verdens Ende er en gade i Sønderborg på Alssiden af Alssund, mellem Kong Christian den X's Bro og Alssundbroen.
Følgende foreninger har klubhuse på Verdens Ende: Sønderborg Sejl- og Motorbådsklub, Sønderborg Sportsdykker Klub, Sønderborg Kajak Klub, Germania, Deutscher Ruder-Verein, Cykelmotion Sønderborg og Faldskærmklubben Sønderborg.
Ved siden af sejlklubben står der en mindesten for den danske viceadmiral Peter Bredal, d. 14.12.1658. Bredal er især kendt for sin indsats under Karl Gustav-krigene. Efter udnævnelse til viceadmiral i 1658 døde  han formodentlig samme år under det dansk-brandenburgske angreb på Sønderborg Slot, der var besat af svenske tropper.
- Verdens Ende set fra modsatte side af sundet

I Sønderborg Kommune finder man også Helved, der ligger i nærheden af Fynshav.
54°55′8.21″N 9°46′10.32″Ø / 54.9189472°N 9.7695333°Ø